# Oceania Women's Sevens
L'Oceania Women's Sevens è una competizione internazionale di rugby a 7 femminile organizzata da Oceania Rugby e disputata tra squadre provenienti dall'Oceania. L'edizione inaugurale, che assunse la denominazione Pacific Sevens, si è svolta nel 2007 a Port Moresby, nelle Figi.

## Edizioni
| Anno | Sede         | Campione      | Seconda       | Terza              | Quarta             |
| ---- | ------------ | ------------- | ------------- | ------------------ | ------------------ |
| 2007 | Port Moresby | Figi          | Samoa         | Papua Nuova Guinea | Niue               |
| 2008 | Apia         | Australia     | Nuova Zelanda | Figi               | Samoa              |
| 2012 | Lautoka      | Nuova Zelanda | Australia     | Figi               | Papua Nuova Guinea |
| 2013 | Noosa        | Australia     | Figi          | Nuova Zelanda      | Samoa              |
| 2014 | Noosa        | Nuova Zelanda | Australia     | Figi               | Samoa              |
| 2015 | Auckland     | Figi          | Samoa         | Isole Cook         | Papua Nuova Guinea |
| 2016 | Suva         | Australia     | Figi          | Papua Nuova Guinea | Isole Cook         |
| 2017 | Suva         | Nuova Zelanda | Australia     | Figi               | Papua Nuova Guinea |
| 2018 | Suva         | Australia     | Nuova Zelanda | Figi               | Papua Nuova Guinea |

## Riepilogo medagliere
| Squadra            | Vincitore | Finalista | Terzo posto | Tot. |
| ------------------ | --------- | --------- | ----------- | ---- |
| Australia          | 4         | 3         | 0           | 7    |
| Nuova Zelanda      | 3         | 2         | 1           | 6    |
| Figi               | 2         | 2         | 5           | 9    |
| Samoa              | 0         | 2         | 0           | 2    |
| Papua Nuova Guinea | 0         | 0         | 2           | 2    |
| Isole Cook         | 0         | 0         | 1           | 1    |